# Гроскмелен
Гроскмелен (нем. Großkmehlen) — община в Германии, в земле Бранденбург.
Входит в состав района Верхний Шпревальд-Лужица. Подчиняется управлению Ортранд.  Население составляет 1182 человека (на 31 декабря 2010 года). Занимает площадь 13,75 км².
Коммуна подразделяется на 3 сельских округа.
| Год  | Население |
| ---- | --------- |
| 2005 | 1289      |
| 2010 | 1176      |